# Calipso (satélite)

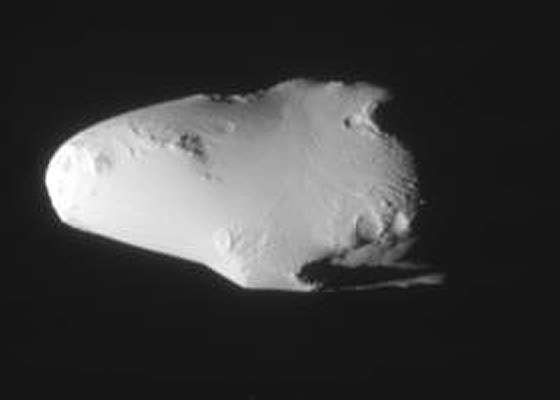
Calipso fotografado pela Cassini (13 de fevereiro de 2010).

Calipso é uma pequena lua irregular de Saturno, sendo ela aproximadamente 125 000 vezes menor que Tétis, cuja gravidade altera o curso de Calipso na órbita de Saturno. Calipso tem cerca de 21,4 ± 2,0 quilômetros de diâmetro.